# Campionatul European de Atletism din 1966
A 8-a ediție a Campionatului European de Atletism s-a desfășurat între 30 august și 4 septembrie 1966 la Budapesta, Ungaria. Au participat 769 de sportivi din 30 de țări.

## Stadion
Probele au avut loc pe Stadionul Poporului din Budapesta. Acesta a fost construit în anul 1953.

## Rezultate
RM - record mondial; RC - record al competiției; RE - record european; RN - record național; PB - cea mai bună performanță a carierei

### Masculin
| Probă sportivă       | Aur                                                                      | Aur           | Argint                                                                   | Argint    | Bronz                                                                                 | Bronz     |
| 100 m                | Wiesław Maniak (POL)                                                     | 10,5          | Roger Bambuck (FRA)                                                      | 10,5      | Claude Piquemal (FRA)                                                                 | 10,5      |
| 200 m                | Roger Bambuck (FRA)                                                      | 20,9          | Marian Dudziak (POL)                                                     | 21,0      | Jean-Claude Nallet (FRA)                                                              | 21,0      |
| 400 m                | Stanisław Grędziński (POL)                                               | 46,0          | Andrzej Badeński (POL)                                                   | 46,2      | Manfred Kinder (FRG)                                                                  | 46,3      |
| 800 m                | Manfred Matuschewski (GDR)                                               | 1:45,9 RC RN  | Franz-Josef Kemper (FRG)                                                 | 1:46,0    | Bodo Tümmler (FRG)                                                                    | 1:46,3    |
| 1500 m               | Bodo Tümmler (FRG)                                                       | 3:41,9        | Michel Jazy (FRA)                                                        | 3:42,2    | Harald Norpoth (FRG)                                                                  | 3:42,4    |
| 5000 m               | Michel Jazy (FRA)                                                        | 13:42,8 RC    | Harald Norpoth (FRG)                                                     | 13:44,0   | Bernd Diessner (GDR)                                                                  | 13:47,8   |
| 10 000 m             | Jürgen Haase (GDR)                                                       | 28:26,0 RC    | Lajos Mecser (HUN)                                                       | 28:27,0   | Leonid Mikitenko (URS)                                                                | 28:32,2   |
| Maraton              | Jim Hogan (GBR)                                                          | 2:20:04,6     | Aurèle Vandendriessche (BEL)                                             | 2:21:43,6 | Gyula Tóth (HUN)                                                                      | 2:22:02,0 |
| 110 m garduri        | Eddy Ottoz (ITA)                                                         | 13,7 =RC RN   | Hinrich John (FRG)                                                       | 14,0      | Marcel Duriez (FRA)                                                                   | 14,0      |
| 400 m garduri        | Roberto Frinolli (ITA)                                                   | 49,8          | Gerd Loßdörfer (FRG)                                                     | 50,3      | Robert Poirier (FRA)                                                                  | 50,5      |
| 3000 m obstacole     | Viktor Kudinski (URS)                                                    | 8:26,6 RC RN  | Anatoli Kurian (URS)                                                     | 8:28,0    | Gaston Roelants (BEL)                                                                 | 8:28,0    |
| Ștafetă 4×100 m      | Franța Marc Berger Jocelyn Delecour Claude Piquemal Roger Bambuck        | 39,4 RC       | Uniunea Sovietică Edvin Ozolin Amin Tuiakov Boris Savciuk Nikolai Ivanov | 39,8      | RFG Hans-Jürgen Felsen Gert Metz Dieter Enderlein Manfred Knickenberg                 | 39,8      |
| Ștafetă 4×400 m      | Polonia Jan Werner Edmund Borowski Stanisław Grędziński Andrzej Badeński | 3:04,5 RC     | RFG Friedrich Roderfeld Jens Ulbricht Rolf Krusmann Manfred Kinder       | 3:04,8    | Republica Democrată Germană Joachim Both Günter Klann Michael Zerbes Wilfried Weiland | 3:05,7 RN |
| 20 km marș           | Dieter Lindner (GDR)                                                     | 1:29:25,0 RC  | Vladimir Golubnicii (URS)                                                | 1:30:06,0 | Nikolai Smaga (URS)                                                                   | 1:30:18,0 |
| 50 km marș           | Abdon Pamich (ITA)                                                       | 4:18:42,0     | Gennadi Agapov (URS)                                                     | 4:20:01,2 | Aleksandr Șcerbina (URS)                                                              | 4:20:47,2 |
| Săritura în înălțime | Jacques Madubost (FRA)                                                   | 2,12 m =RN    | Robert Sainte-Rose (FRA)                                                 | 2,12 m    | Valeri Skvorțov (URS)                                                                 | 2,09 m    |
| Săritura cu prăjina  | Wolfgang Nordwig (GDR)                                                   | 5,10 m RC     | Christos Papanikolaou (GRE)                                              | 5,05 m    | Hervé d'Encausse (FRA)                                                                | 5,00 m RN |
| Săritura în lungime  | Lynn Davies (GBR)                                                        | 7,98 m RC     | Igor Ter-Ovanesean (URS)                                                 | 7,88 m    | Jean Cochard (FRA)                                                                    | 7,88 m RN |
| Triplusalt           | Gheorghi Stoikovski (BUL)                                                | 16,67 m RC RN | Hans-Jürgen Rückborn (GDR)                                               | 16,66 m   | Henrik Kalocsai (HUN)                                                                 | 16,59 m   |
| Aruncarea greutății  | Vilmos Varjú (HUN)                                                       | 19,43 m RC    | Nikolai Karasiov (URS)                                                   | 18,82 m   | Władysław Komar (POL)                                                                 | 18,68 m   |
| Aruncarea discului   | Detlef Thorith (GDR)                                                     | 57,42 m       | Hartmut Losch (GDR)                                                      | 57,34 m   | Lothar Milde (GDR)                                                                    | 56,80 m   |
| Aruncarea suliței    | Jānis Lūsis (URS)                                                        | 84,48 m RC    | Władysław Nikiciuk (POL)                                                 | 81,76 m   | Gergely Kulcsár (HUN)                                                                 | 80,54 m   |
| Aruncarea ciocanului | Romuald Klim (URS)                                                       | 70,02 m RC    | Gyula Zsivótzky (HUN)                                                    | 68,62 m   | Uwe Beyer (FRG)                                                                       | 67,28 m   |
| Decatlon             | Werner von Moltke (FRG)                                                  | 7740          | Jörg Mattheis (FRG)                                                      | 7614      | Horst Beyer (FRG)                                                                     | 7562      |

### Feminin
| Probă sportivă       | Aur                                                                             | Aur        | Argint                                                      | Argint  | Bronz                                                                             | Bronz   |
| 100 m                | Ewa Kłobukowska (POL)                                                           | 11,5       | Irena Kirszenstein (POL)                                    | 11,5    | Karin Frisch (FRG)                                                                | 11,8    |
| 200 m                | Irena Kirszenstein (POL)                                                        | 23,1 RC    | Ewa Kłobukowska (POL)                                       | 23,4    | Vera Popkova (URS)                                                                | 23,7    |
| 400 m                | Anna Chmelková (TCH)                                                            | 52,9 RC    | Antónia Munkácsi (HUN)                                      | 52,9    | Monique Noirot (FRA)                                                              | 54,0    |
| 800 m                | Vera Nikolić (YUG)                                                              | 2:02,8 RC  | Zsuzsa Szabó (HUN)                                          | 2:03,1  | Antje Gleichfeld (FRG)                                                            | 2:03,7  |
| 80 m garduri         | Karin Balzer (GDR)                                                              | 10,7       | Karin Frisch (FRG)                                          | 10,7    | Elzbieta Bednarek (POL)                                                           | 10,7    |
| Ștafetă 4×100 m      | Polonia Elzbieta Bednarek Danuta Straszynska Irena Kirszenstein Ewa Kłobukowska | 44,4 RC    | RFG Renate Meyer Hannelore Trabert Karin Frisch Jutta Stöck | 44,5 RN | Uniunea Sovietică Vera Popkova Valentina Bolșova Liudmila Samotiosova Renāte Lāce | 44,6    |
| Săritura în înălțime | Taisia Cencik (URS)                                                             | 1,75 m     | Liudmila Komleva (URS)                                      | 1,73 m  | Jarosława Bieda (POL)                                                             | 1,71 m  |
| Săritura în lungime  | Irena Kirszenstein (POL)                                                        | 6,55 m RC  | Diana Iorgova (BUL)                                         | 6,45 m  | Helga Hoffmann (FRG)                                                              | 6,38 m  |
| Aruncarea greutății  | Nadejda Cijova (URS)                                                            | 17,22 m    | Margitta Gummel (GDR)                                       | 17,05 m | Marita Lange (GDR)                                                                | 16,96 m |
| Aruncarea discului   | Christine Spielberg (GDR)                                                       | 57,76 m RC | Liesel Westermann (FRG)                                     | 57,38 m | Anita Hentschel (GDR)                                                             | 56,80 m |
| Aruncarea suliței    | Marion Lüttge (GDR)                                                             | 58,74 m RC | Mihaela Peneș (ROM)                                         | 56,94 m | Valentina Popova (URS)                                                            | 56,70 m |
| Pentatlon            | Valentina Tihomirova (URS)                                                      | 4787       | Heide Rosendahl (FRG)                                       | 4765    | Inge Exner (GDR)                                                                  | 4713    |

## Clasament pe medalii
| Loc   | Țară                        | Aur | Argint | Bronz | Total |
| ----- | --------------------------- | --- | ------ | ----- | ----- |
| 1     | Republica Democrată Germană | 8   | 3      | 6     | 17    |
| 2     | Polonia                     | 7   | 5      | 3     | 15    |
| 3     | Uniunea Sovietică           | 6   | 7      | 7     | 20    |
| 4     | Franța                      | 4   | 3      | 7     | 14    |
| 5     | Italia                      | 3   | 0      | 0     | 3     |
| 6     | RFG                         | 2   | 10     | 9     | 21    |
| 7     | Regatul Unit                | 2   | 0      | 0     | 2     |
| 8     | Ungaria                     | 1   | 4      | 3     | 8     |
| 9     | Bulgaria                    | 1   | 1      | 0     | 2     |
| 10    | Iugoslavia                  | 1   | 0      | 0     | 1     |
| 10    | Cehoslovacia                | 1   | 0      | 0     | 1     |
| 12    | Belgia                      | 0   | 1      | 1     | 2     |
| 13    | Grecia                      | 0   | 1      | 0     | 1     |
| 13    | România                     | 0   | 1      | 0     | 1     |
| Total | Total                       | 36  | 36     | 36    | 108   |

## Participarea României la campionat
19 atleți au reprezentat România.
- Mihaela Peneș – suliță - locul 2
- Viorica Viscopoleanu – lungime - locul 5
- Zoltan Vamoș – 3000 m obstacole - locul 7
- Șerban Ciochină – triplusalt - locul 7
- Ana Sălăgean – greutate - locul 8
- Gheorghe Costache – ciocan - locul 10
- Gheorghe Zamfirescu – 100 m - locul 9 – 200 m - locul 11
- Ileana Silai – 800 m - locul 12
- Lia Manoliu – disc - locul 13
- Elena Vintilă – lungime - locul 18 – pentatlon - locul 14
- Adrian Samungi – lungime - locul 16
- Ioana Petrescu – 200 m - locul 16
- Erica Stoenescu – înălțime - locul 16
- Marilena Ciurea – suliță - locul 16
- Nicolae Mustață – 10 000 m - locul 17
- Vasile Sărucan – lungime - locul 18
- Elisabeta Baciu – 800 m - locul 19
- Florentina Stancu – 800 m - locul 26
- Andrei Barabaș – 5000 m - locul 27 – 10 000 m - NT